# Bert van de Pol
Bert van de Pol (6 oktober 1964) is een Nederlands voormalig voetballer die als aanvaller speelde.
Hij begon bij ASV Sparta '57 en brak door bij FC Wageningen. In 1984 werd hij door N.E.C. vastgelegd waarmee hij in 1984 naar de eredivisie promoveerde. In de winterstop van het seizoen 1985/86 keerde hij terug bij Wageningen na een ruil met Evert Radstaat. In 1990 eindigde zijn profloopbaan en na nog voor DOVO, Groesbeekse Boys en zijn jeugdclub Sparta '57 gespeeld te hebben ging hij vanaf 2001 in een lager team bij SC Bemmel spelen. Daarnaast was hij werkzaam voor de Rabobank.